# Zeloci (ugrupowanie polityczne)
Zeloci (grec. Ζηλωταί) – ugrupowanie polityczne w Tesalonice sprawujące tam rządy w latach 1342-1350. 
Wystąpili przeciw Janowi Kantakuzenowi i kręgom arystokratycznym uznając ich za odpowiedzialnych za wybuch wojny domowej. W 1342 roku pozbawili władzy w Tesalonice Teodora Synadenosa, namiestnika Kantakuzena. Utworzyli niezależną republikę miejską. W swoim programie politycznym zeloci domagali się konfiskaty wielkich majątków świeckich i kościelnych oraz ujednolicenia polityki podatkowej. W 1343 oparli się oblężeniu miasta przez wojska Jana VI Kantakuzena. Uzyskali pomoc Stefana Duszana. Nie zaakceptowali zarządu nad miastem przez Jan Apokaukosa, który usunął w 1345 roku ich przywódcę Michała Paleologa. Po usunięciu Jan Apokaukosa władzę nad zelotami objął Andrzej Paleolog. Zeloci nie podporządkowali się Konstantynopolowi nawet gdy Jan VI Kantakuzen pojednał się z Anną Sabaudzką. W 1350 władzę w Tesalonice przejął Aleksy Metochita. Przy jego pomocy Jan VI Kantakuzen odzyskał miasto i stłumił przy pomocy Turków rewolucję zelotów. 